# 格格塔日吉德
格格塔日吉德（1936年—）蒙古族，内蒙古自治区赤峰市翁牛特旗人，第十三世罗布藏图布敦扎木苏活佛。

## 生平
1936年，格格塔日吉德出生。7岁时，被认定为十三世罗布藏图布敦扎木苏活佛，进入白音他拉新苏莫庙出家为喇嘛，开始系统学习藏传佛教的经典。文化大革命期间，受到了严重冲击。1985年，出任河北承德大佛寺（即普宁寺）副住持。2003年，任赤峰市佛教协会会长。2005年当选赤峰市第四届政协委员，2007年当选赤峰市第五届政协常委。他还兼任内蒙古佛教协会副会长。2010年2月，当选为中国佛教协会第八届理事会理事。